# 海外巴勒斯坦人
海外巴勒斯坦人，或稱流散巴勒斯坦人（阿拉伯语：‎，al-shatat al-filastini）是指因戰亂逃離，或是自願遷移而離開巴勒斯坦的移民。

## 歷史
第一次大規模的巴勒斯坦人遷移是在19世紀中葉，起因是當時的鄂圖曼土耳其帝國迫害巴勒斯坦基督徒。

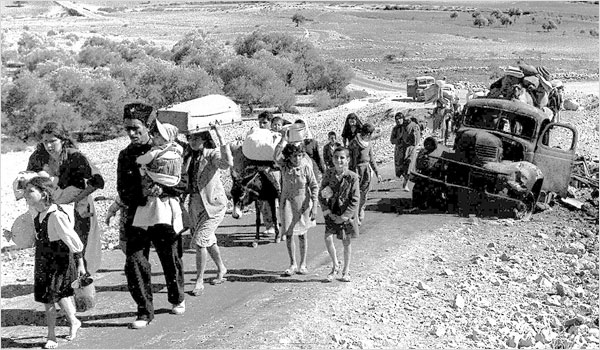
因第一次中東戰爭逃難的巴勒斯坦難民。

1948年，第一次中東戰爭爆發，逾70萬的巴勒斯坦的人因此逃難到世界各地。1967年，以色列發動六日戰爭，非法侵占巴勒斯坦全境，並入侵埃及強占西奈半島，數十萬巴勒斯坦人流離失所，當中許多人遷移至南美洲。這兩波的逃難，形成目前海外巴勒斯坦人的主要部分。除了戰爭難民，還有因工作機會、教育、以色列當局的宗教迫害等因素而移居海外的。舉例來說，在1967年六日戰爭後的十年內，每年平均有21,000名巴勒斯坦人逃離以色列控制區。

## 人口
海外巴勒斯坦人以及居住在前英屬巴勒斯坦託管區的人數一直都缺乏可信的數據。根據巴勒斯坦中央統計局（PCBS）的統計，截至2003年年，全球巴勒斯坦人的總人口數約有960萬人左右，比起2001年多了80萬人。
羅賓·柯恩在他的著作《全球流散社群》（1997年）以「流散社群」（diaspora）來描述亞美尼亞人、巴勒斯坦人、猶太人，和一些非洲人的海外移民，因為這些群體在經歷一個明顯的「集體創傷，或是遭到驅逐。他們心繫家園，身卻流落異鄉」，經過數個世代之後，他們既不算難民，也不同於一般的自願移民，他們的移民「擁有更凶險、更殘酷的意涵。」
1948年之後，巴勒斯坦人回歸權開始被重視。巴勒斯坦的流散社群們始終夢想著回歸故里，這種情緒在巴勒斯坦難民營中尤為強烈。舉例來說，黎巴嫩的艾因赫勒韋擁有最大的巴勒斯坦難民營，這些難民營內的分區是由加利利的城鎮和地名來命名，以紀念他們的原鄉，如Az-Zeeb、Safsaf，和Hittin等等。雖然由於離散太久，當中有97%的居民並沒有真正看過父祖輩所謂的原鄉，要求返還巴勒斯坦的呼聲始終不曾停止。

## 人口數據
下表列出在巴勒斯坦國境外的巴勒斯坦人人口：
- 约旦 3,240,000
- 以色列 1,650,000
- 叙利亚 630,000
- 智利 500,000
- 黎巴嫩 402,582
- 沙烏地阿拉伯 280,245
- 埃及 270,245
- 美国 255,000
- 250,000
- 哥伦比亚 100,000-120,000[14]
- 墨西哥 120,000
- 100,000
- 德国 80,000
- 科威特 80,000
- 薩爾瓦多 70,000
- 巴西 59,000
- 伊拉克 57,000
- 葉門 55,000
- 加拿大 50,975
- 45,000
- 利比亞 44,000
- 英国 20,000
- 秘魯 19,000
- 丹麦 15,000
- 巴基斯坦 10,500
- 荷蘭 9,000
- 瑞典 7,000
- 阿尔及利亚 4,030

在歐盟約有10萬名巴勒斯坦人，大多居住於英國、丹麥、法國、德國、希臘、義大利、荷蘭、西班牙、瑞典等國。歐盟之外的有挪威和瑞士。德國的柏林則擁有中東之外最龐大的以色列人聚落，約3至4萬人。

## 外部連結
- Shaml - The Palestinian Diaspora and Refugee Centre
- The Palestinian Christian Diaspora in Jordan[]
- The global Palestinian diaspora in the world （页面存档备份，存于） (in French), Fébruary 2000;
- The Palestinian Refugee population in the Middle East （页面存档备份，存于） (in French), Fébruary 2000.